# Joanes Hedel
Pour les articles homonymes, voir Hedel (homonymie).
Joanes Hedel (né le 24 avril 1980 à Lille) est un nageur français spécialiste des épreuves de nage en eau libre. Après une carrière en bassin marquée par deux titres de champion de France du 200 m papillon en grand et petit bassin en 2004, il entame avec succès une carrière en eau libre. Spécialiste du 25 km, il devient vice-champion d'Europe en 2008 et confirme deux ans plus tard avec une nouvelle médaille, de bronze, au niveau continental.

## Biographie
Joanes Hedel commence sa carrière dans les bassins en spécialiste des épreuves papillon. En 1997, il a dix-sept ans quand il participe aux Championnats d'Europe juniors à Glasgow en Écosse. Finaliste sur 100 m papillon, il termine huitième en 56 s 82. L'année suivante, sur la même épreuve dans la même compétition cette fois tenue à Anvers, il approche le podium en prenant la cinquième place finale en 56 s 33. En 2000, à Valence en Espagne, il honore une première sélection en équipe de France élite durant les Championnats d'Europe en petit bassin. Aligné sur 200 m papillon, il est sorti dès les séries éliminatoires.
Déjà plusieurs fois finaliste en papillon lors des Championnats de France les années précédentes, il remporte deux premières médailles nationales à l'occasion de l'édition 2002 tenue à Chalon-sur-Saône. Sur 100 et 200 m papillon — en demi-finale, il descend pour la première et unique fois de sa carrière sous les deux minutes en 1 min 59 s 79 —, il est à chaque fois dauphin de Franck Esposito. Il est de nouveau médaillé d'argent l'année suivante à Saint-Étienne, toujours derrière Esposito. En 2004, il conquiert son premier titre de champion de France sur 200 m papillon à Dunkerque, une victoire confirmée durant la saison hivernale en gagnant également le titre en petit bassin sur la même épreuve. Sa troisième place sur 200 m papillon en 2006 est sa dernière récompense en bassin car le nageur décide de se consacrer aux courses en eau libre dès la saison suivante, se sentant « stagner » dans sa spécialité,.
Après une cinquième place nationale sur 5 km en 2006 au large de Sète, il remporte dès l'année suivante trois médailles dont l'argent sur 10 km, future épreuve olympique. En septembre 2008, il remporte sa première récompense internationale en terminant deuxième du 25 km des Championnats d'Europe organisés à Dubrovnik en Croatie. Pour sa première participation à un championnat planétaire, il est uniquement devancé par l'Italien Valerio Cleri qui devance son dauphin de plus de trois minutes et quarante secondes. Peu de temps avant ce rendez-vous, il était devenu champion de France du 25 km sur le lac de Chalain, une victoire partagée avec Stéphane Gomez arrivé ex æquo après plus de cinq heures d'effort. Il conserve son titre l'année suivante à Roquebrune mais le perd au profit de Bertrand Venturi en 2010 à Mimizan.
L'année suivante, après une huitième place sur le 25 km des Championnats du monde, il monte de nouveau sur le podium européen. Sur le lac Balaton, lors des Championnats d'Europe, il enlève en effet la médaille de bronze de nouveau derrière Cleri et son compatriote Venturi.

## Palmarès

### Nage en eau libre
| Année | Compétition           | Ville              | Épreuve | Rang |
| ----- | --------------------- | ------------------ | ------- | ---- |
| 2008  | Championnats d'Europe | Dubrovnik, Croatie | 25 km   | 2e   |
| 2010  | Championnats du monde | Roberval, Canada   | 25 km   | 8e   |
| 2010  | Championnats d'Europe | Budapest, Hongrie  | 25 km   | 3e   |
| 2011  | Championnats du monde | Shanghai, Chine    | 25 km   | 8e   |
| 2011  | Championnats d'Europe | Eilat, Israël      | 25 km   | 3e   |